# René Vincent (illustrateur)
Pour les articles homonymes, voir René Vincent et Vincent.

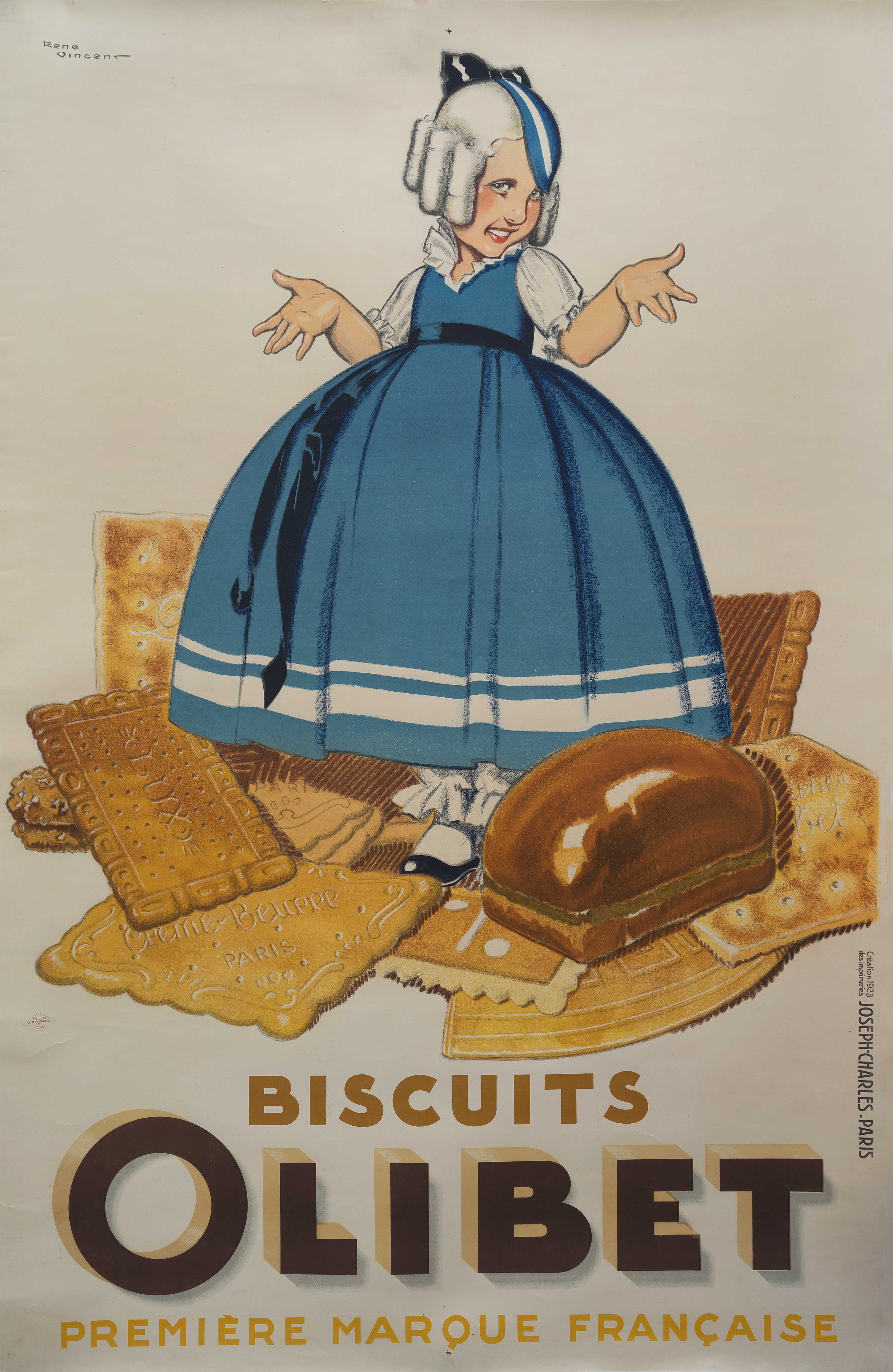
Publicité Biscuits OLIBET, René Vincent, vers 1920

René Vincent, également connu sous le pseudonyme de Rageot, est un peintre, aquarelliste, dessinateur et affichiste français né le 4 mars 1879 à Bordeaux et mort le 13 septembre 1936 à Sarzeau.

## Galerie

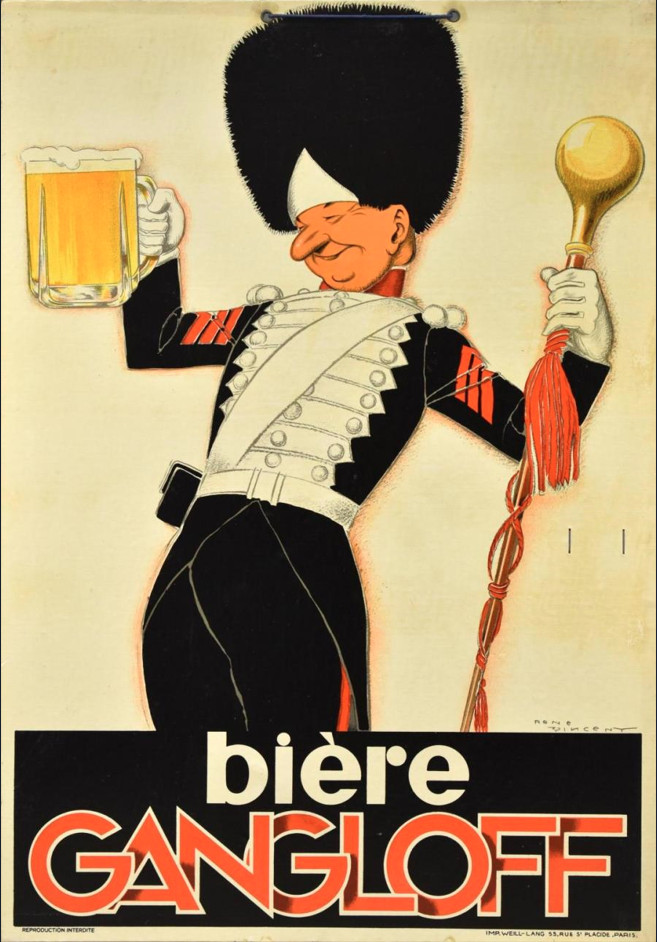
Soldat anglais buvant de la bière Gangloff - 1932 - René Vincent

Œuvres de René Vincent
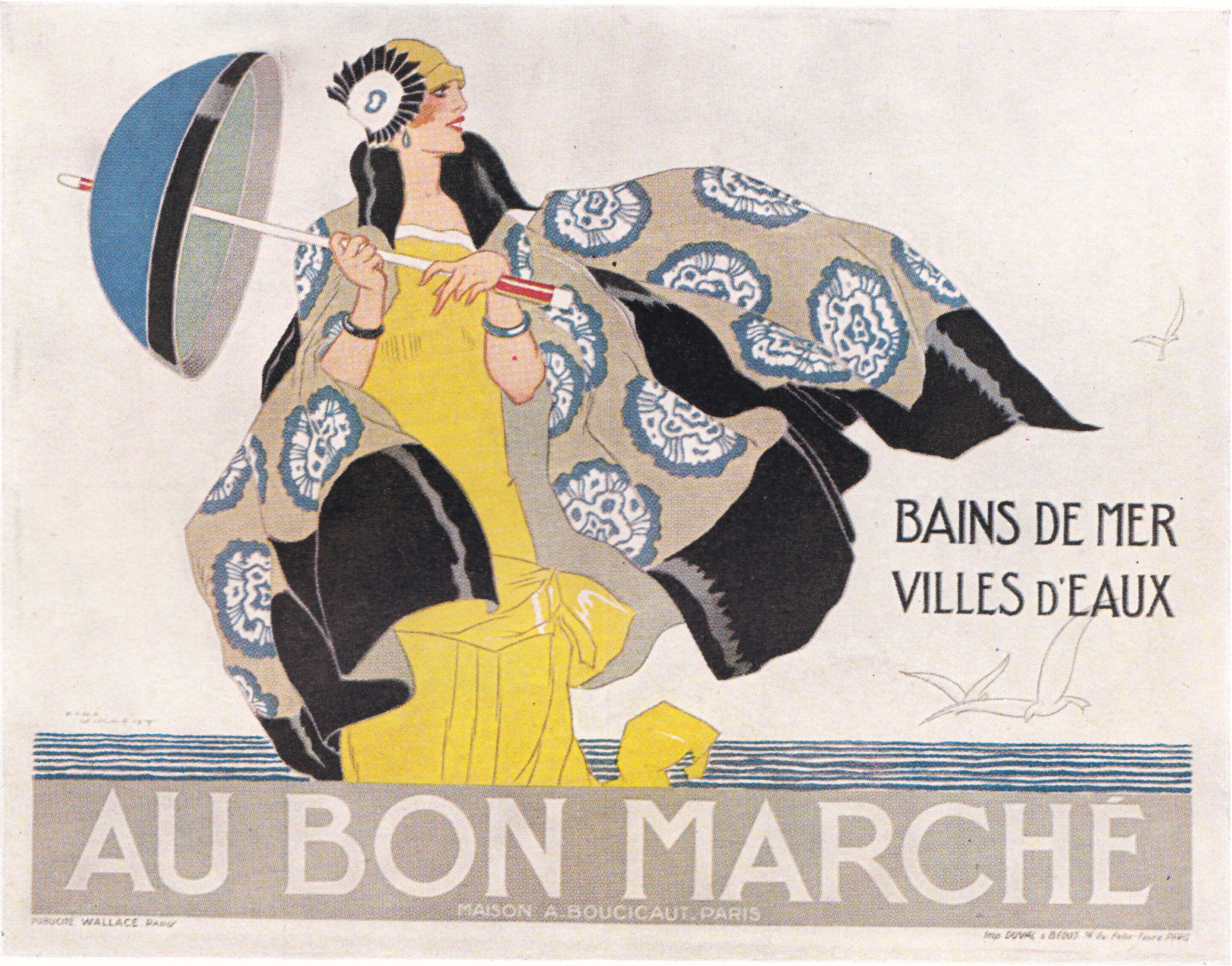
Au bon marché
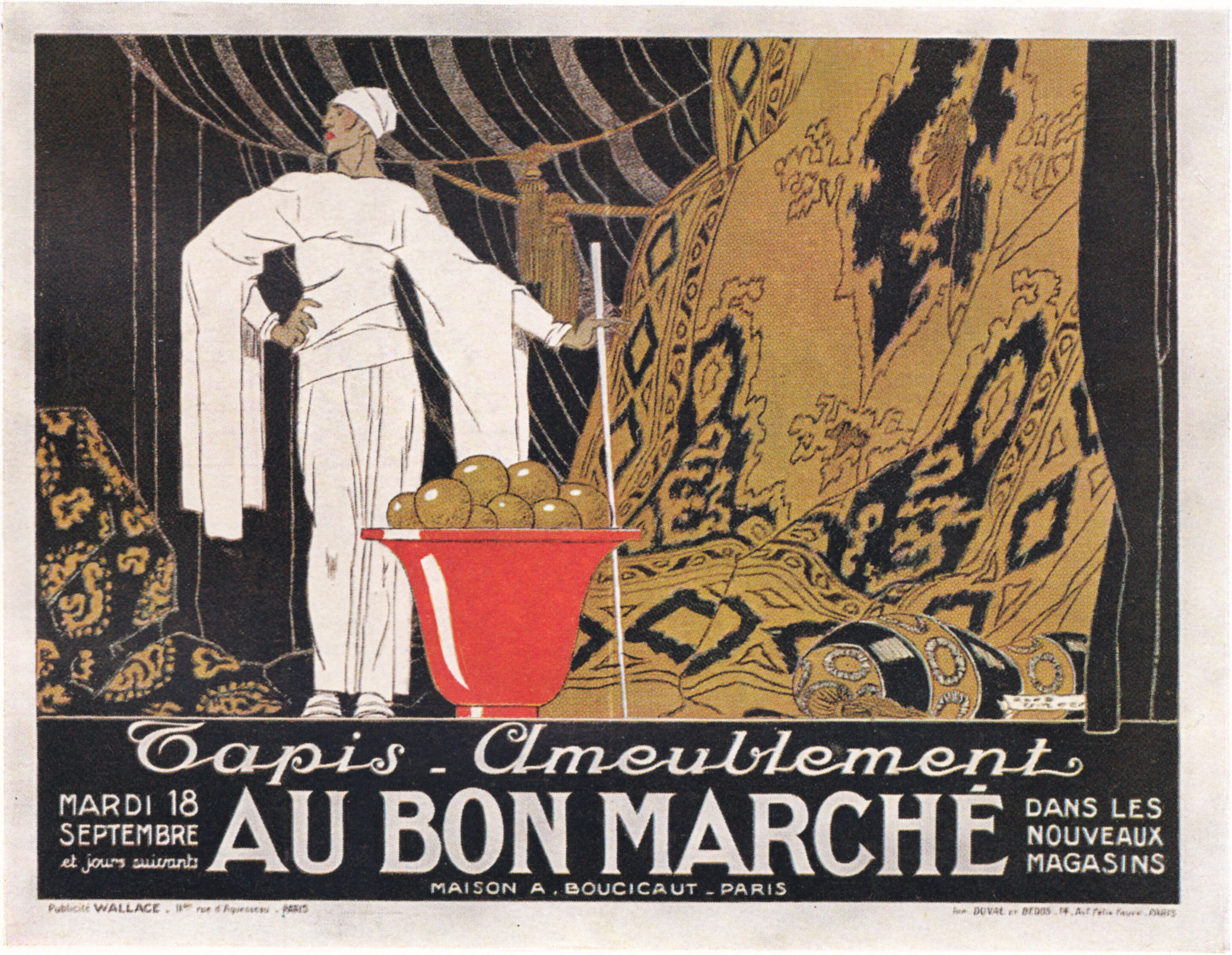
Au bon marché
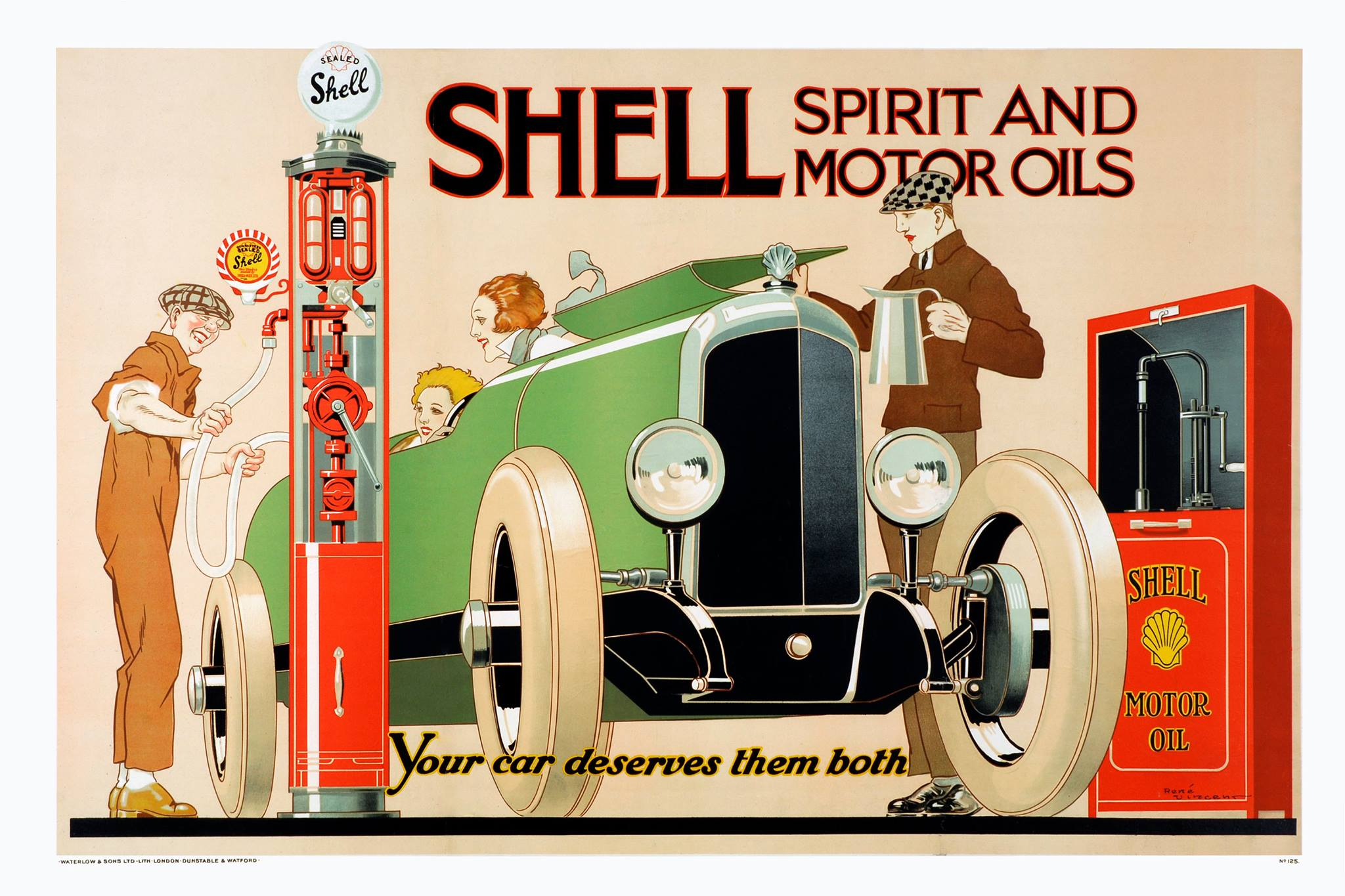
Publicité pour Shell